# Palacio Municipal de Zapopan
El Antiguo Palacio Municipal de Zapopan es el edificio que sirvió como sede del gobierno municipal de Zapopan hasta la inauguración del Centro Integral de Servicios Zapopan en 2020, sirviendo como sede alterna hasta 2025, año en que se anunció que se convertiría en un museo. Además de lo que fue su función administrativa, es un punto de referencia en el centro de Zapopan y es un testigo de la historia y la arquitectura de la región.
El Palacio Municipal se encuentra en una ubicación estratégica en el corazón de Zapopan, cerca de otros sitios de interés, como la Basílica de Zapopan. A menudo, alrededor del palacio se llevan a cabo diversas actividades y eventos culturales que reflejan la vida y tradiciones de la localidad.

## Historia
Ubicado en el corazón de Zapopan, Jalisco, el Palacio Municipal se erige como un majestuoso testigo del siglo XX Construido en 1942, este edificio deslumbra con su estilo neocolonial, una manifestación arquitectónica que evoca la opulencia y el esplendor del período colonial, pero con un enfoque más moderno.El uso de la cantera gris en su construcción le otorga un aspecto robusto y solemne. Esta elección de material, común en muchos edificios históricos mexicanos, no solo destaca por su durabilidad sino también por su capacidad para resaltar detalles arquitectónicos finos. En el caso del Palacio Municipal de Zapopan, las esculturas al relieve decoran sus fachadas, añadiendo profundidad y arte a su estructura ya de por sí imponente.En su interior, el edificio alberga tesoros artísticos que reflejan la rica tapeza cultural e histórica de México. Un punto destacado es la obra muralística de Guillermo Chávez titulada "Las Revoluciones del Mundo". Este mural, con su paleta de colores y detalles intrincados, narra las revoluciones que han moldeado el mundo y, en un sentido más amplio, refleja las luchas y triunfos de la humanidad.
Desde 1968, el Palacio Municipal ha servido como la sede del H. Ayuntamiento de Zapopan. Más que un mero edificio administrativo, es un monumento a la historia, al arte y a la identidad de Zapopan y su gente.

### Museo
Como antiguo edificio que sirvió como sede de la Presidencia de Zapopan ha sido aprobado por el Instituto Nacional de Antropología e Historia (INAH) para transformarse en el Museo de Arqueología e Historia de Zapopan. Este nuevo museo albergará piezas pertenecientes al acervo del Museo Regional de Guadalajara. El anuncio se hizo durante la inauguración de una exposición de la artista jalisciense Karla Betancurt en la Biblioteca Juan José Arreola. El alcalde de Guadalajara, Pablo Lemus Navarro, mencionó que originalmente, el edificio fue una escuela y en 1949 se convirtió en la alcaldía. Sin embargo, con el paso de los años y el cambio en las necesidades de la administración, se construyeron oficinas más modernas en las cercanías. Por esta razón, se ha decidido convertir el antiguo edificio de la presidencia en un espacio cultural y museístico para beneficio de la ciudadanía. La aprobación oficial del INAH fue otorgada recientemente.

## Galería

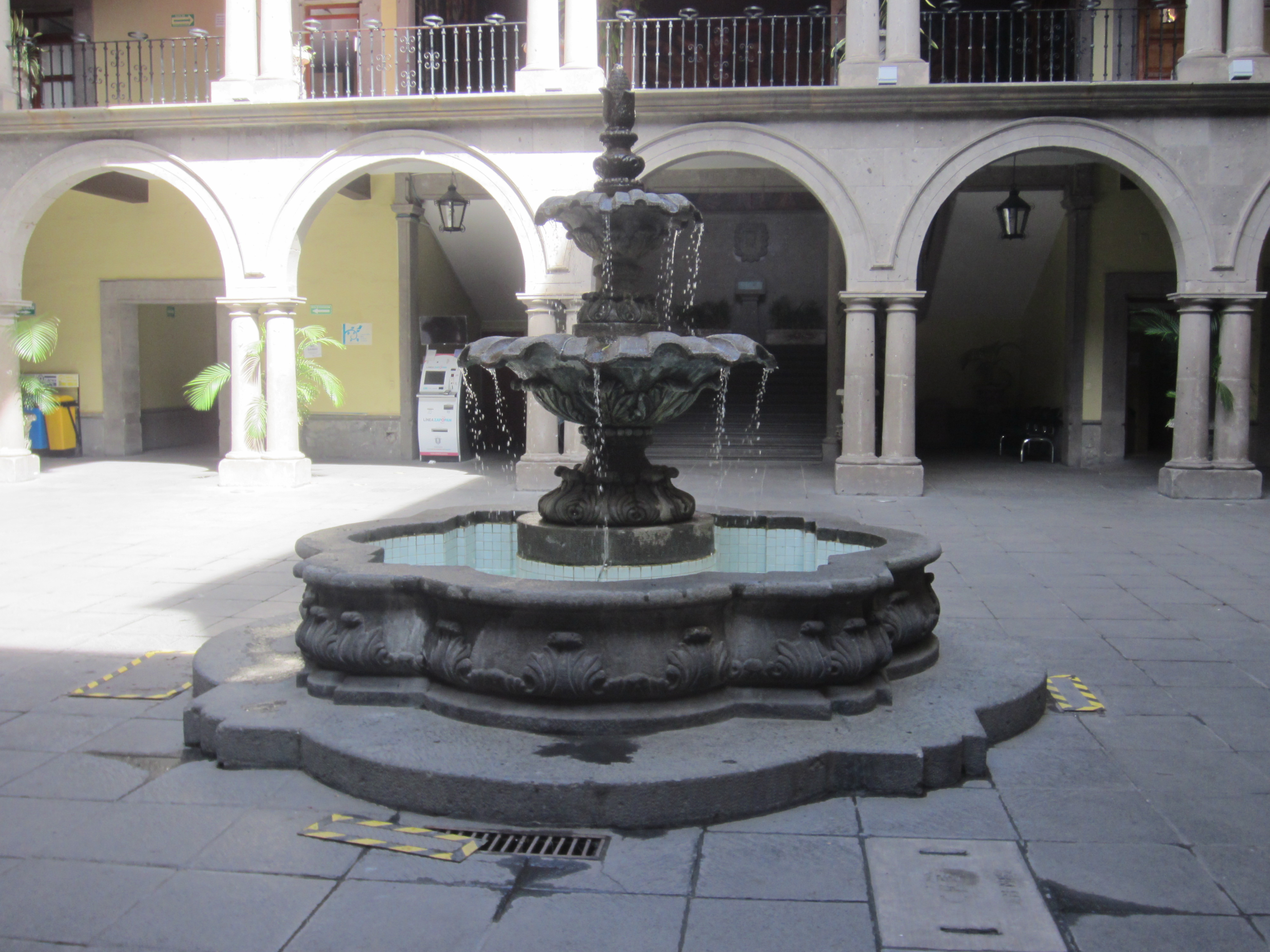
Fuente de Agua
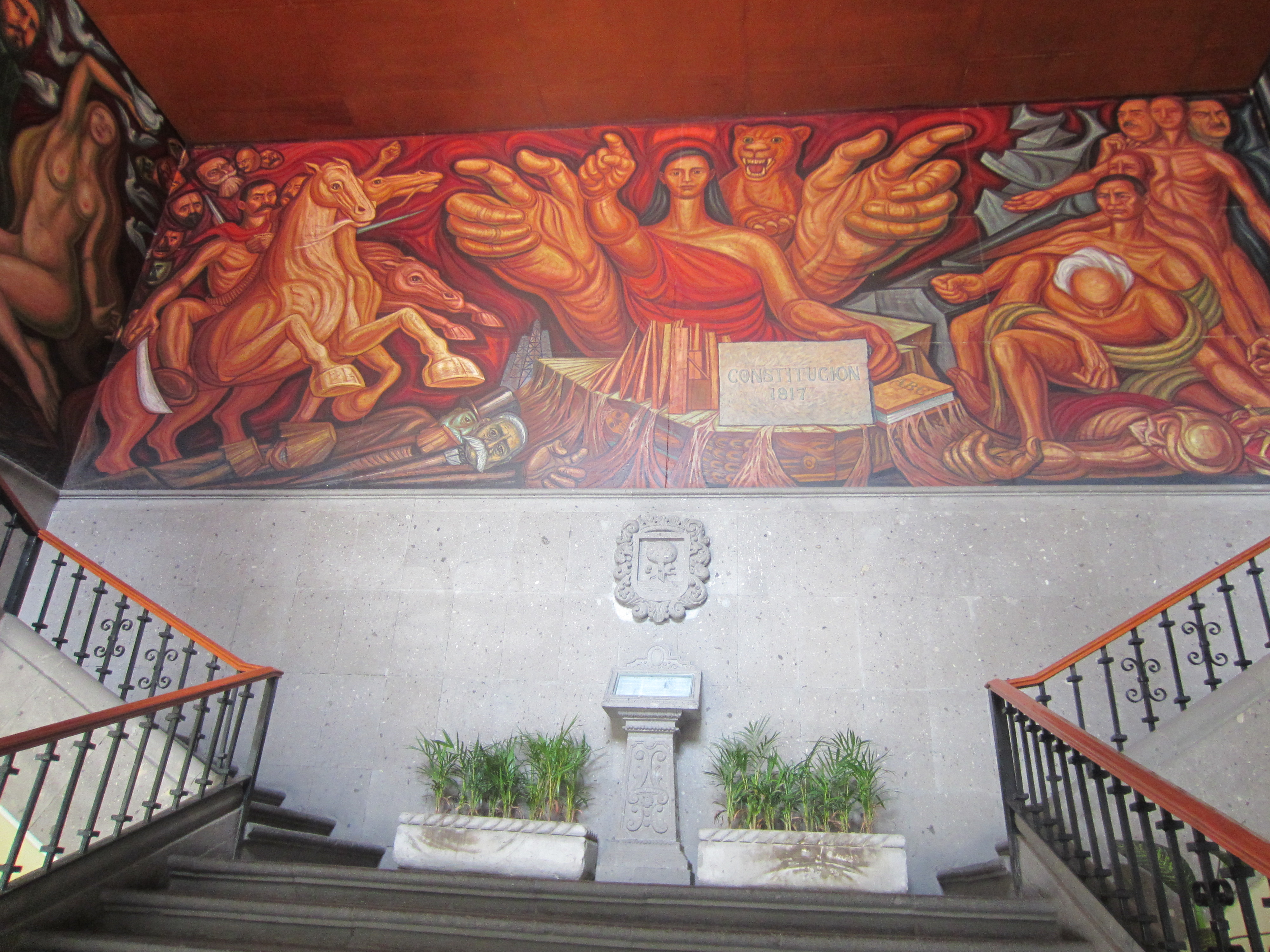
Guillermo Chávez  "Las Revoluciones del Mundo"
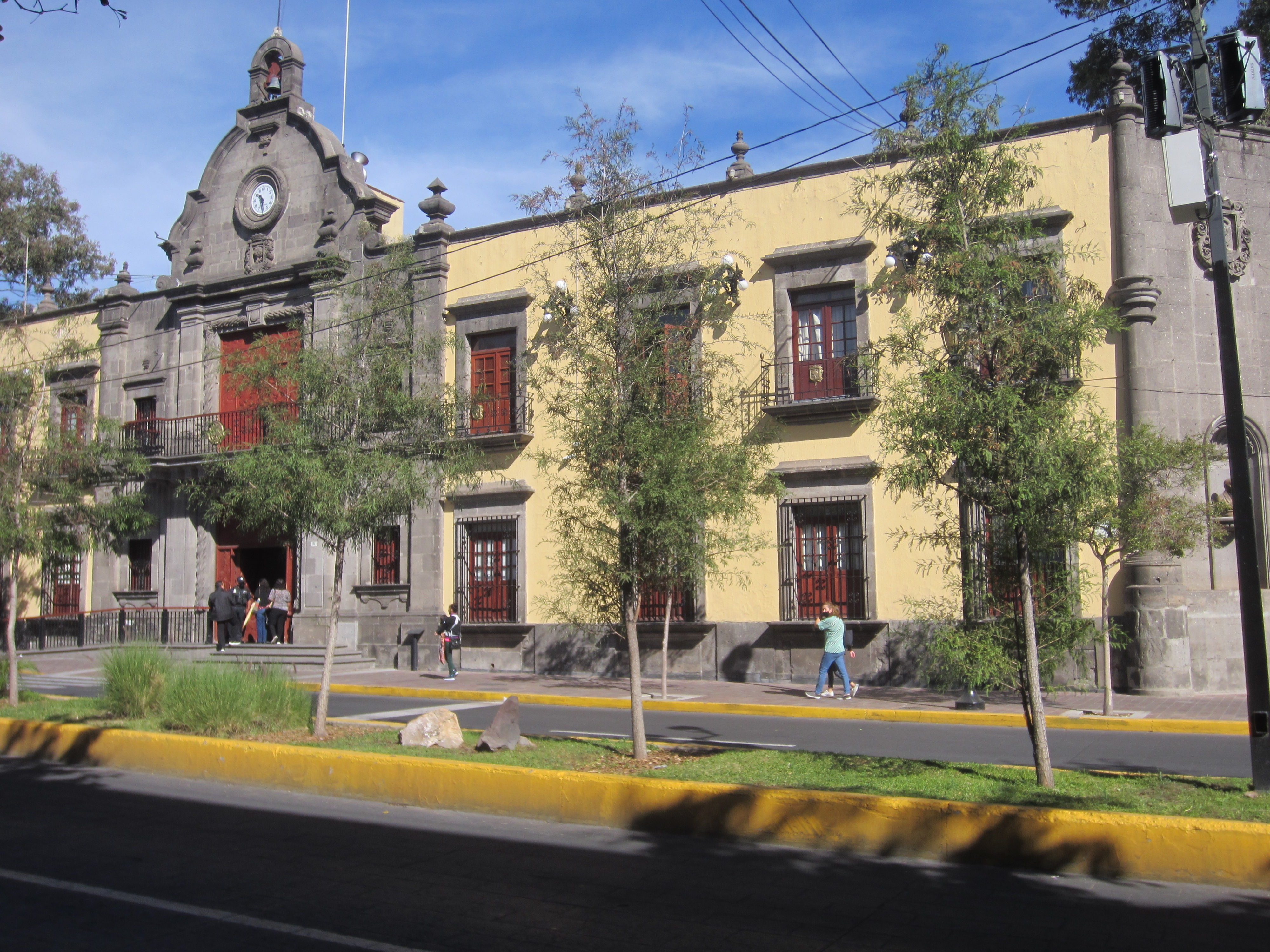
Frente de la avenida Hidalgo
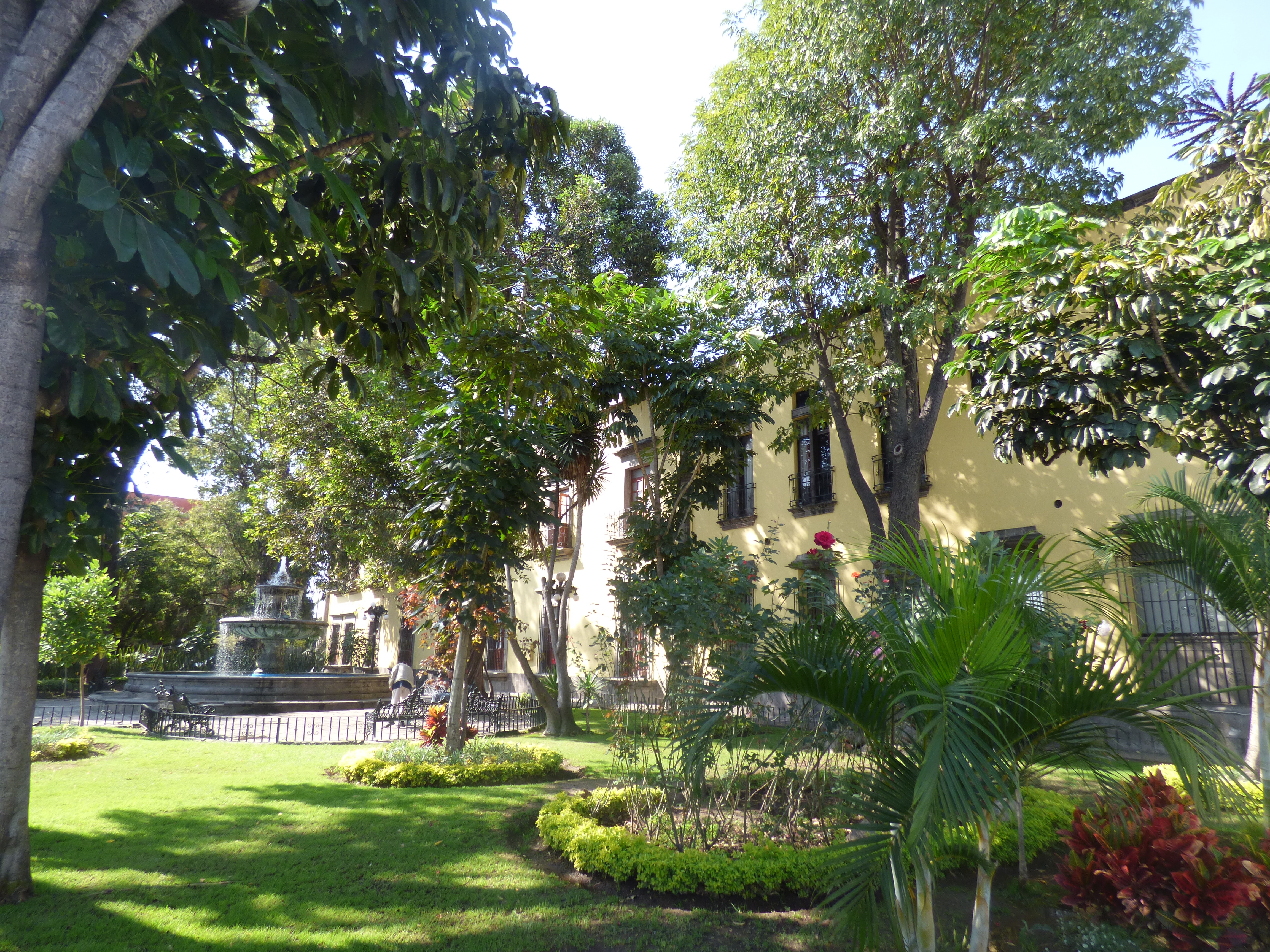
Jardines del ayuntamiento.